# 木版印刷

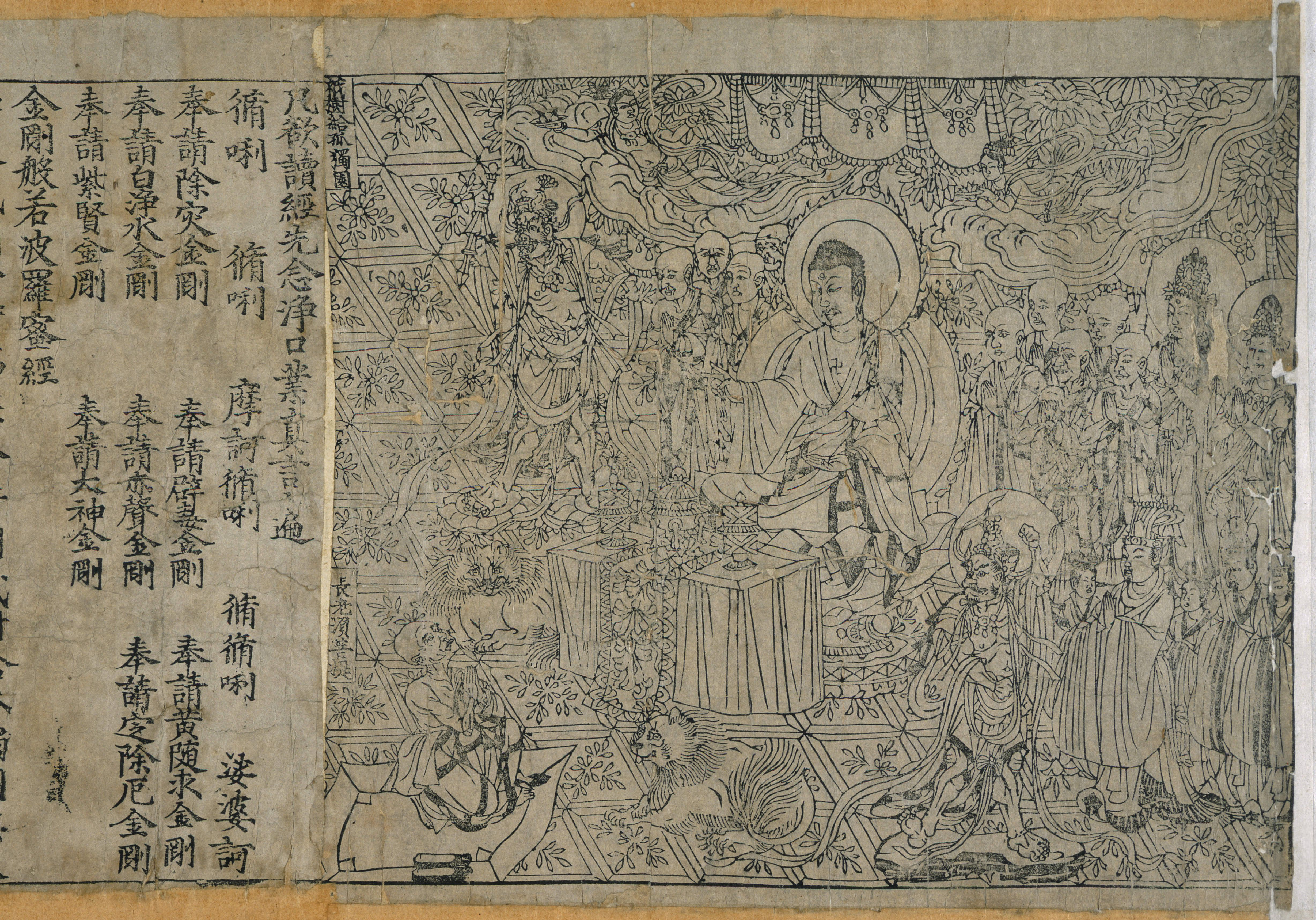
『金剛経』の首部（大英図書館蔵）

木版印刷（もくはんいんさつ）は、印刷技法の一つである。

## 概要
木版印刷は、木の板（木版）に文章や絵を彫って版を作る凸版印刷である。活字版と対照するとき整版と呼ぶことがある。
版に絵の具や墨汁などを塗り、紙をあてて上から馬楝で摺って制作する。また、中国では、狭く長い刷毛、または櫛形刷毛で摺る。複数の版木を使用したり、一枚の版木を塗り分けたりして多色印刷を行うこともある。紙の片面だけに刷ることが多い。
板目材に彫刻を行う板目木版と、堅木の木口面に細密な彫刻を行う木口木版 (西洋木版) に大別されるが、単に木版と言った場合には板目木版を指すのが一般的である。版元は版木を保存し、随時刊行するのが普通だった。江戸後期の大規模な叢書である群書類従の版木も東京の温故学会に保存されている。版元では、版木の修理・補刻・修正・売買などが行われた。版木は数百年使用できる場合があるので、制作時期と印刷時期が違う書物が存在する (後印本) 。東アジアの書物史において、木版印刷による書籍は、晩唐以来、書籍の大量生産の技術として広く長く受けいれられてきた。また、写本作業の移し誤りを避け、同一底本を普及させることも版行の目的だった。書家が書いた原稿を忠実に刻ませる写刻本も行われた一方、彫版の効率を上げるために書体の様式化が起こった。特に明時代後半に、分業による彫版に適した書体として考案された明朝体はその代表である。
14世紀欧州に出現した木版印刷は、中国の木版印刷が伝播したものだという推論があるが、確証はない。

## 歴史

### 前史
木版印刷の起源ははっきりしていない。多くの史家によって最古の印刷とみなされている一方で、拓本や印章との関連が指摘されているが、それらのより古い技術との関係はあきらかでない。

### 発明以降

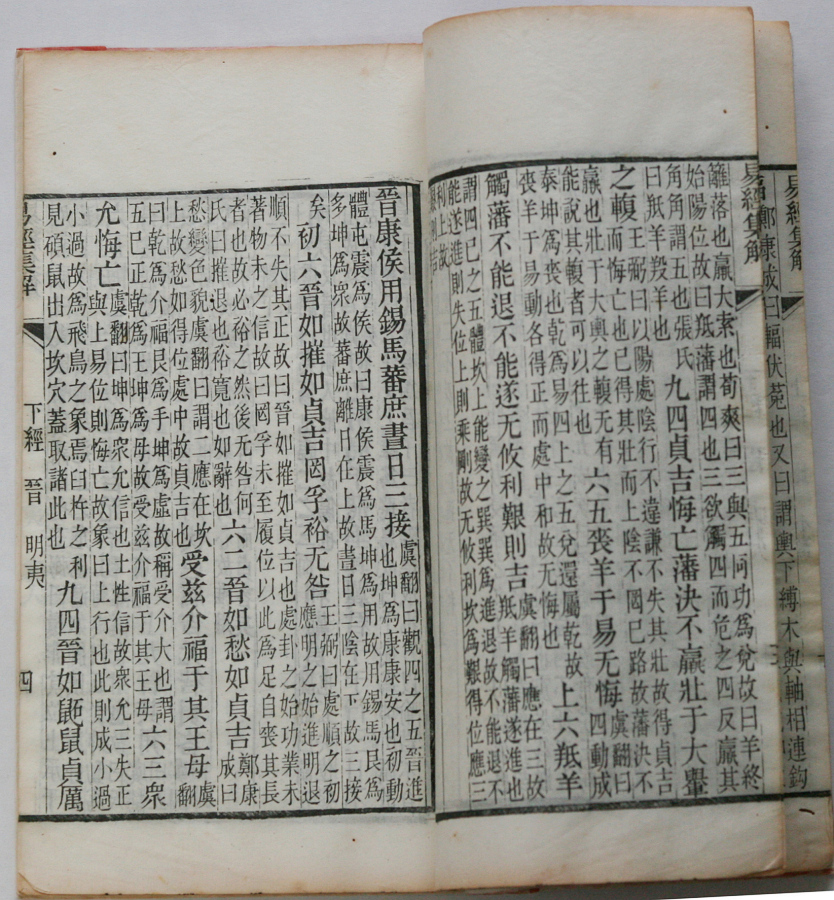
孫氏易経集解 ACE1876

現在確認されている最古の年紀のある木版印刷による印刷書は、1900年に敦煌で発見された『金剛般若波羅蜜経』で、唐の咸通9年4月15日（868年）の年紀がある (オーレル・スタイン収集、大英図書館所蔵) 。馮道が後唐明宗時代に儒教の経典を木版印刷したのが記録に残る最初の大規模な印刷事業である。次に、北宋の太祖が971年、征服した後蜀に命じて勅版の一切経(大蔵経)を制作させた。その後も一切経の刊行は繰り返し行われており、チベット大蔵経も木版印刷である。版木がほぼ完全に残る一切経のうち最古のセットは、韓国の海印寺大蔵経板殿に版木が保存されている高麗八万大蔵経である。中国では、科挙の標準テキストにするため、儒教の経典の印刷が早くから行われた。宋代以降、国子監 (首都の国立大学) で儒教経典を出版した。また、民間でも、暦などの実用書、参考書や教科書の営利出版、文人官僚による文集の出版などが行われた。宋代に刊行された本は、その質の良さと貴重さから宋本／宋版と呼ばれて珍重されている。しかし、商業出版が発達し、出版点数が飛躍的に増えたのは明時代中期以降である。明時代からは、多色印刷（套印）も行われた。古書を収集し、良版の刊行を行う毛晋 (汲古閣) のような蔵書家も現れた。小説の出版も盛んで、いわゆる四大奇書の完成と出版も明時代末期である。

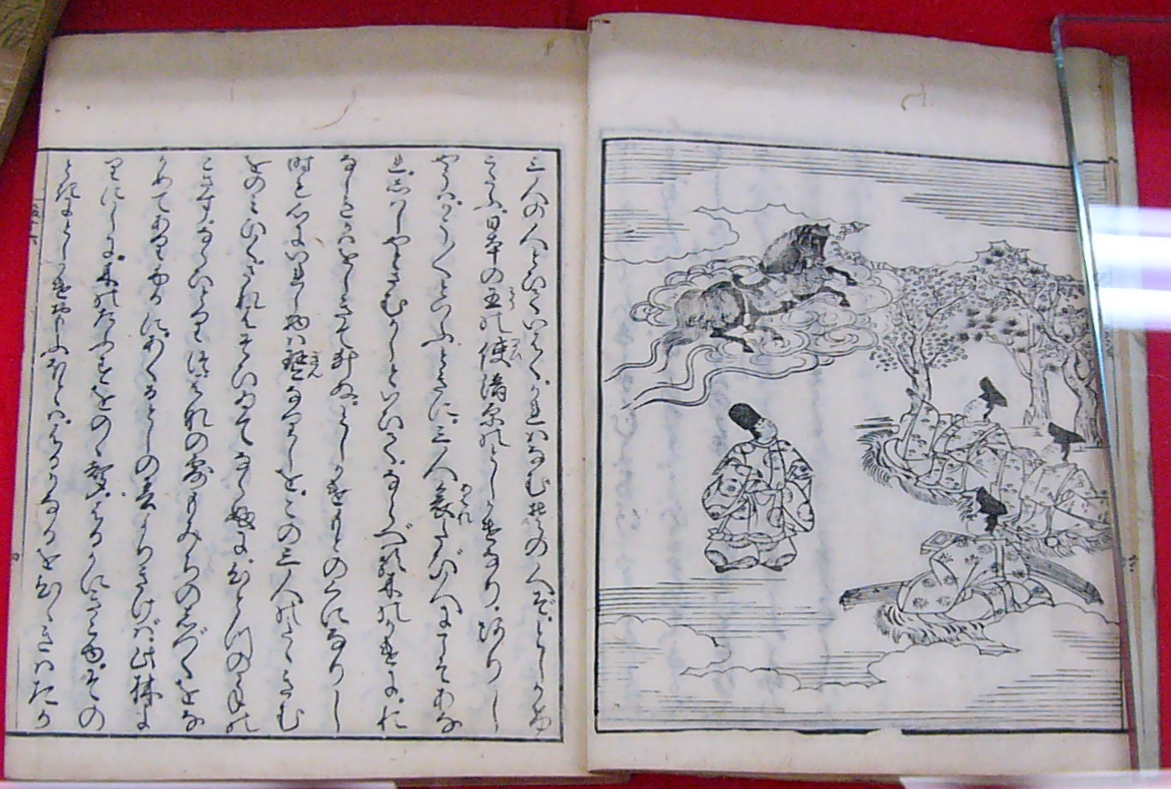
うつほ物語ACE1809

1966年に韓国慶州の仏国寺境内にある石塔の釈迦塔内部で発見された『無垢浄光大陀羅尼経』は新羅時代（8世紀初めから751年以前）のものとされていたが、同時に発見された『太平四年三月仏国寺無垢浄光塔重修記』が2007年に解読された結果、1024年の石塔修理の際に納入された可能性が指摘されたため詳細不明である。
日本では、日本の法隆寺に残っていた『百万塔陀羅尼』 (770年)（写真：国立国会図書館貴重書展：展示No.2 〔百万塔陀羅尼〕） が木版印刷の最古の例とされている。百萬塔内にある陀羅尼とは、藤原仲麻呂の乱（恵美押勝の乱）の天皇による平定祈願が込められた陀羅尼の経文で、乱平定後に法隆寺をはじめとする十大寺に多くの小塔に巻き納めて奉納したのものである。『無垢浄光大陀羅尼経』の年代が不明のため、こちらが年代の確定する最古の印刷物であるという説があるが、異論もある。
百万塔陀羅尼以降、日本では約2世紀の間印行の記録がないが、平安時代に奝然によって、北宋から勅版一切経がもたらされた986年以後に摺経供養が流行した。これは法華経などを多量 (藤原道長の場合は1,000部) 印刷することで功徳を積もうという宗教事業である。この摺経は薄い墨が多いが、その後、鎌倉時代までに興福寺から刊行された春日版は漆のような濃い墨の精良な印刷経である。寛治2年 (1088年) の成唯識論 (正倉院所蔵) が、現存する平安時代で最古の刊年記のある印刷経である。その後も鎌倉時代・室町時代の五山版などの寺院版が印刷、ひいては木版印刷の主流であった。ただし、一切経の刊行は、平安・鎌倉・室町時代にはなく、写経で一切経を行うことのほうが多い。また、民間出版の先駆である堺版、地方の武家による出版 (大内版、日向版、薩摩版) もあった。平安時代から室町時代までの出版物のほとんどは仏教関係の著作や経典である。桃山末期から江戸時代初期にかけては、一時嵯峨本などの古活字本やキリシタン版などの活版印刷が盛んになった。このとき初めて『伊勢物語』『徒然草』など仏教関係でない漢字ひらがな混じりで書かれた本が多数印刷された。しかし、寛永期を境に、再び木版印刷 (整版) が主流となってくる。出版社、書店、貸本屋が発達し、浮世草子や黄表紙などのベストセラーが生まれ、ガイドブックや俳書、浄瑠璃本なども盛んに刊行され、一般に広く書物が普及するようになった。また、武士の学問所むけに漢籍を初めとする教科書・学術書も多数刊行された。明和ごろから、浮世絵版画の発達と並行して多色刷り本も現れた。漢籍ではない日本の書物の最も大きな叢書として群書類従がある。
清時代には、膨大な編纂事業が宮廷によって行われた。四庫全書は写本であり、1万巻という中国史上最大の類書 (百科事典) である古今図書集成は銅活字印刷、武英殿聚珍本は木活字印刷であったが、全唐詩900巻など他の多くの本は木版印刷であり、また活字本も再版の際は木版印刷で刊行された。並行して民間でも官僚・蔵書家によって知不足斎叢書 (206種計802巻) などの大きな叢書が刊行されている。また、厳可均『全上古三代秦漢三国六朝文』746巻のような、文献・記録の大きな集成が刊行されて、現代の古典研究にも貢献している。清代末期では、地方の役所が「書局」を設けて古典を出版した木版印刷本 (局本) が多い。

### 活版印刷との関係
北宋時代に活字が発明されたが、中国と日本では、印刷の主流は木版印刷であった。活字を用いる活版印刷が普及しなかった理由としては、ラテン文字26文字で文章を構成できる欧米と異なり、和文、漢文では使用される文字が数万種類に及び、文字の種類に見合う数万点の活字をあらかじめ準備するのが困難だったこと、むしろ職人がその都度彫り上げる木版の方が自由度も高く効率的であること、紙型がなかった時代には増刷が不可能だったこと、日本では漢字とかなを複雑に交えた文章が好まれたことにある。
明治初期が木版印刷から活版印刷への移行期である。『学問のすゝめ』や『西国立志編』など当時のベストセラーも木版印刷・和装の本であった。1877年 (明治10年) 、秀英舎 (のちの大日本印刷) が刊行した『改正西国立志編』が活版印刷・洋装本を広めるきっかけになった。
ヨーロッパで発明された印刷術が19世紀末に普及し始めると、新規刊行物の印刷術として木版印刷が選ばれることはほとんどなくなっていった。19世紀末、石版印刷が上海を中心に普及し、更に活版印刷が普及した結果、木版印刷は衰退した。